# Passage Wattieaux
Passage Wattieaux är en gata i Quartier du Pont-de-Flandre i Paris 19:e arrondissement. Passage Wattieaux, som börjar vid Rue de l'Ourcq 70–74 och slutar vid Rue Curial 78, är uppkallad efter en viss monsieur Wattieaux, vilken ägde den mark på vilken gatan anlades.

## Omgivningar
- Saint-Luc
- Centquatre-Paris
- Jardin Curial
- Jardin du Ver Têtu
- Jardin Rachmaninov
- Jardins d'Éole

## Bilder
| - Rue de l'Ourcq. - Centquatre-Paris vid Rue Curial. - Jardin Rachmaninov. - Jardins d'Éole. |

## Kommunikationer
- Tunnelbana – linje  – Crimée
- Busshållplats Cambrai – Paris bussnät, linje 54

### Webbkällor
- ”Passage Wattieaux”. Mairie de Paris. http://www.v2asp.paris.fr/commun/v2asp/v2/nomenclature_voies/Voieactu/9930.nom.htm. Läst 29 mars 2021.
- ”Passage Wattieaux”. Les rues de Paris. http://www.parisrues.com/rues19/paris-19-passage-wattieaux.html. Läst 29 mars 2021.